# 738. pehotni polk (Wehrmacht)
Za druge 738. polke glejte 738. polk.
738. pehotni polk (izvirno nemško Infanterie-Regiment 738) je bil eden izmed pehotnih polkov v sestavi redne nemške kopenske vojske med drugo svetovno vojno.

## Zgodovina
Polk je bil ustanovljen 26. aprila 1941 kot polk 15. vala na področju WK XVIII iz nadomestnih enot WK XVIII in WK I za potrebe zasedbenih nalog v Srbiji; polk je bil dodeljen 718. pehotni diviziji.
15. oktobra 1942 je bil polk preimenovan v 738. grenadirski polk.